# Alegorija Božje previdnosti in Barberinijeve moči
Alegorija Božje previdnosti in Barberinijeve moči [1] je freska italijanskega slikarja Pietra da Cortona, ki zapolnjuje velik strop velikega salona palače Barberini v Rimu v Italiji. Delo se je začelo leta 1633, v treh letih je bilo skoraj končano; po Cortonovi vrnitvi iz Benetk so jo do konca leta 1639 dokončno predelali. Palača je bila od 1620-ih do dom družine Barberini pod vodstvom Maffea Barberinija, tedaj papeža Urbana VIII., ki je sprožil obširen program prenove mesta z umetnostjo in arhitekturo.

## Kompozicija
Ta naročena umetniška dela so pogosto polna sonca in čebel (v grbu družine Barberini so bile tri čebele), kot to kaže freska. Na enem koncu neba sedi ugledna sončna božanska Previdnost, na drugem koncu pa so putti in leteče deklice, ki držijo papeževe ključe, tiaro, z ogrinjalom nad rojem heraldičnih velikanskih zlatih čebel. Pod Previdnostjo se simulirani okvir sesuje. Čas s koso, kot kaže, pogoltne puttovo roko. Ker ga milostna nosilka dvanajstih zvezd, ki sestavljajo krono nesmrtnosti, nedvoumno razširi na heraldični roj, se iskreno zazre v božjo Previdnost. Nekateri znanstveniki menijo, da je bil eden izmed ciljev freske prikazati volitve papeža Barberinija, za katere so govorice, da so bile ponarejene kot božje previdnost. Na enem robu se delavci v kovačnici tako naprezajo pri delu, da razbijejo zunanji okvir.

## Kritična ocena in zapuščina
Freske so bile v Rimu takrat številne; najbolj zastopane galerije uokvirjenih epizod, quadro riportato, kakršne najdemo na stropu Sikstinske kapele ali v ciklu Annibala Carraccija palača Farnese (dokončana leta 1601). Baldassare Peruzzi je bil pionir v tem slogu slikarstva, imenovanem sotto in su, v katerem freska nadomešča ali simulira nekatere arhitekturne okvire z uporabo pogosto prisilne perspektive. Tovrstne umetnine trompe l'oeil  v italijanski umetnosti niso bile novost, saj sta na primer Mantegna in Giulio Romano v Mantovi predstavljala takšne freske; vendar je za Cortono svetleče nebo postalo vrtoglava turneja, slog, ki je vplival na številne druge velike fresko spektakle, kot je Tiepolo, na primer v Madridu, Ehrenstrahl v svojem Svetu vrlin iz plemiške hiše v Stockholmu in na freskah, ki prikazujejo Apoteozo družine Pisani v vili Pisani na Stra. Druge znamenite sotto in su freske v Rimu so Apoteoza svetega Ignacija Andrea Pozza  pri rimski cerkvi Sant'Ignazio.